# Mys Rog (Prinzessin-Elisabeth-Land)
Mys Rog (Transkription von russisch Мыс Рог ‚Kap Horn‘) ist ein Kap an der Küste des ostantarktischen Enderbylands. Es liegt an der Westflanke der Mündung des Shennong-Gletschers in die Prydz Bay.
Russische Wissenschaftler benannten es.